# 하이케 프리드리히
하이케 프리드리히(독일어: Heike Friedrich, 1970년 4월 18일 ~ )는 전 동독의 수영 선수로 1988년 서울 올림픽 2관왕이다.
카를마르크스슈타트(현재의 켐니츠)에서 태어난 프리드리히는 15세의 나이로 1985년 유럽 선수권에서 5개의 금메달을 따고, 이듬해 마드리드에서 열린 세계 선수권에서 4개의 금메달을 더 따냈다.
그녀는 서울 올림픽에서 400m 자유형에서 재닛 에번스에게 패하여 은메달을 딸 때까지 아무 종목에서 단 하나의 주요 국제 선수권 대회를 패한 적이 없다. 프리드리히는 전날에 이미 200m 자유형 금메달을 획득하였다.